# 伊東弘敦
伊東 弘敦（いとう ひろあつ、1933年3月7日 - ）は、日本の実業家で、四国旅客鉄道（JR四国）の初代代表取締役社長である。四国旅客鉄道株式会社（JR四国）の元相談役、元会長、元社長。東京都出身。

## 人物
- 趣味はテニス、写真[1]。

## 略歴
- 1933年3月7日 - 東京都で誕生
- ????年3月 - 東京大学工学部卒業
- 1956年4月1日 - 日本国有鉄道（国鉄）に入る[2]。
- 1986年 - 日本国有鉄道車両局長
- ????年 - 日本国有鉄道常務理事[1]
- 1987年4月 - 国鉄分割民営化が行われ、四国旅客鉄道株式会社社長に就任。
- 1998年6月25日 - 四国旅客鉄道株式会社会長に就任[3]
- 2004年6月 - 四国旅客鉄道株式会社相談役に就任[4]
- 2012年4月29日 - 旭日重光章を受章[5]。
- ????年 - 高松商工会議所第15代会頭に就任
- ????年 - 高松商工会議所会頭を退任